# Willem
Willem   (Ermelo, 2 d'abril de 1941) Bernhard Willem Holtrop és un dibuixant holandès. Viu a França des de 1968. És conegut pels seus dibuixos animats, de vegades provocadors, amb imatges violentes i sexuals sobre temes polítics. És el guanyador dels Stripschapprijs 2000, del Grand Prix de la ville d'Angoulême 2013, i el 2015 el Premi Internacional d'Humor Gat Perich.

## Biografia
Format a l'escola de Belles Arts, s'inicià en la revista satírica God, Nederland & Oranje, que fou segrestada arran d'un dibuix de la reina Anna. Arriba a França el 1962, i comença a dibuixar a la revista L'Enragé fundada pel dibuixant Siné.
El 1976 va dirigir per a les Editions du Square, que ja publicaven Hara-Kiri i Charlie, un nou diari d'historietes anomenat Surprise que, primer trimestral i finalment bimestral, va deixar de publicar-se el mateix any amb el número 5 per la seva prohibició de venda a menors pronunciada per Michel Poniatowski, aleshores ministre de l'Interior.
Els textos de les seves tires, escrits directament en francès -idioma que aleshores el dibuixant dominava imperfectament- contenien, aleshores, molts errors gramaticals i sintàctics (de fet germanismes), que la redacció trobava divertit deixar tal com estaven i que es convertirien en una de les seves marques comercials. Ell mateix insisteix, per coqueteria, a no fer corregir els seus textos.
També participa en els primers números de l'Hebdo-Hara-Kiri, revista que esdevindria l'embrió de Charlie Hebdo. Fou redactor en cap de Charlie Mensuel i des del 1981 va fer la vinyeta política al diari Libération fins a 1 d'abril de 2021. A Charlie Hebdo i les seves caricatures utilitzen sovint l'escatologia, la violència i el mal gust, el que li ha valgut nombroses polèmiques.
El 2013 es va convertir en el primer holandès a guanyar el Gran Premi de la ciutat d'Angoulême, i amb 71 anys i 9 mesos el més gran des de René Pellos.
Com que no participava habitualment a les reunions editorials de Charlie Hebdo, va escapar de l'atemptat contra Charlie Hebdo perpetrat a la redacció el 7 de gener de 2015.
El 2019 va signar conjuntament amb Mediapart una crida per al boicot al festival d'Eurovisió a Tel-Aviv.